# Стэнли, Пол (шорт-трекер)
Пол Стэнли (англ. Paul Stanley; род. 22 августа 1983) — британский шорт-трекист, двукратный призёр чемпионата мира, а также пятикратный призёр чемпионата Европы. Участник зимних Олимпийских игр 2006 года.

## Спортивная карьера
Пол Стэнли родился в английском городе Солихалл, Великобритания. Тренировался с четырёхлетнего возраста на базе клуба «Mohawks Ice Racing Club». В девятилетнем возрасте сконцентрировался на подготовке для забегов в шорт-треке. Из-за травмы левой руки не смог принять участие в зимних Олимпийских играх 2010 года. Четырёхкратный призёр чемпионата Европы 2010, 2011, 2014 и 2016 года, а также участник зимних Олимпийских игр 2010 и 2014 года Джек Уэлборн приходится Полу сводным братом.
Первая медаль в его карьере была получена во время чемпионата Европы по шорт-треку 2003 года в российском городе — Санкт-Петербург. Команда британских шорт-трекистов в мужской эстафете на 5000 м с результатом 7:10.708 заняла второе место, уступив первенство соперникам из Италии (7:00.303 — 1-е место) обогнав при этом спортсменов из Франции (7:13.842 — 3-е место).
Первым и единственным на данный момент в его карьере стало участие в зимних Олимпийских играх 2006 года, где он был заявлен в забеге на 500 и 1000 м. Во время седьмого заезда I-го квалификационного раунда забега на 500 м с результатом 43.486 он финишировал четвёртым и прекратил борьбу за медали. В общем зачете он занял 20-ю позицию. Во время первого заезда I-го квалификационного раунда забега на 1000 м с результатом 1:28.511 он финишировал четвёртым и прекратил борьбу за медали. В общем зачете он занял 21-ю позицию.